# BMO Field
Ne doit pas être confondu avec le BMO Stadium.
Le BMO Field est un stade de soccer (football association) et de football canadien situé à Toronto en Ontario au Canada.
Construit entre 2006 et 2007, il accueille les matchs du Toronto FC (qui joue dans la Major League Soccer), des Argonauts de Toronto de la Ligue canadienne de football ainsi que des matchs des équipes nationales canadiennes de soccer et de rugby.

## Histoire
Le BMO Field est un des six stades de la Coupe du monde de football (soccer) des moins de 20 ans, organisée au Canada en 2007.
L'enceinte a aussi accueilli le Match des étoiles de la MLS en 2008.
Enfin, le stade porte le nom de la Banque de Montréal (BMO). Celle-ci a acquis les droits et est également le commanditaire maillot de l'équipe.

## Évènements
- Coupe du monde de football des moins de 20 ans de 2007.
- Match des étoiles de la MLS, le 24 juillet 2008 (20 844 spectateurs)[1].
- MLS Cup, le 21 novembre 2010, entre les Rapids du Colorado et le FC Dallas (2-1).
- 104e match de la coupe Grey, finale de la Ligue canadienne de football (LCF), le 27 novembre 2016 entre le Rouge et Noir d'Ottawa et les Stampeders de Calgary.
- MLS Cup 2016, le 10 décembre 2016 entre le Toronto FC et les Seattle Sounders.
- Classique du centenaire de la LNH, le 1er janvier 2017, une partie de hockey sur glace jouée en extérieur entre les Maple Leafs de Toronto et les Red Wings de Détroit pour fêter les cent ans de la Ligue nationale de hockey.

## Galerie

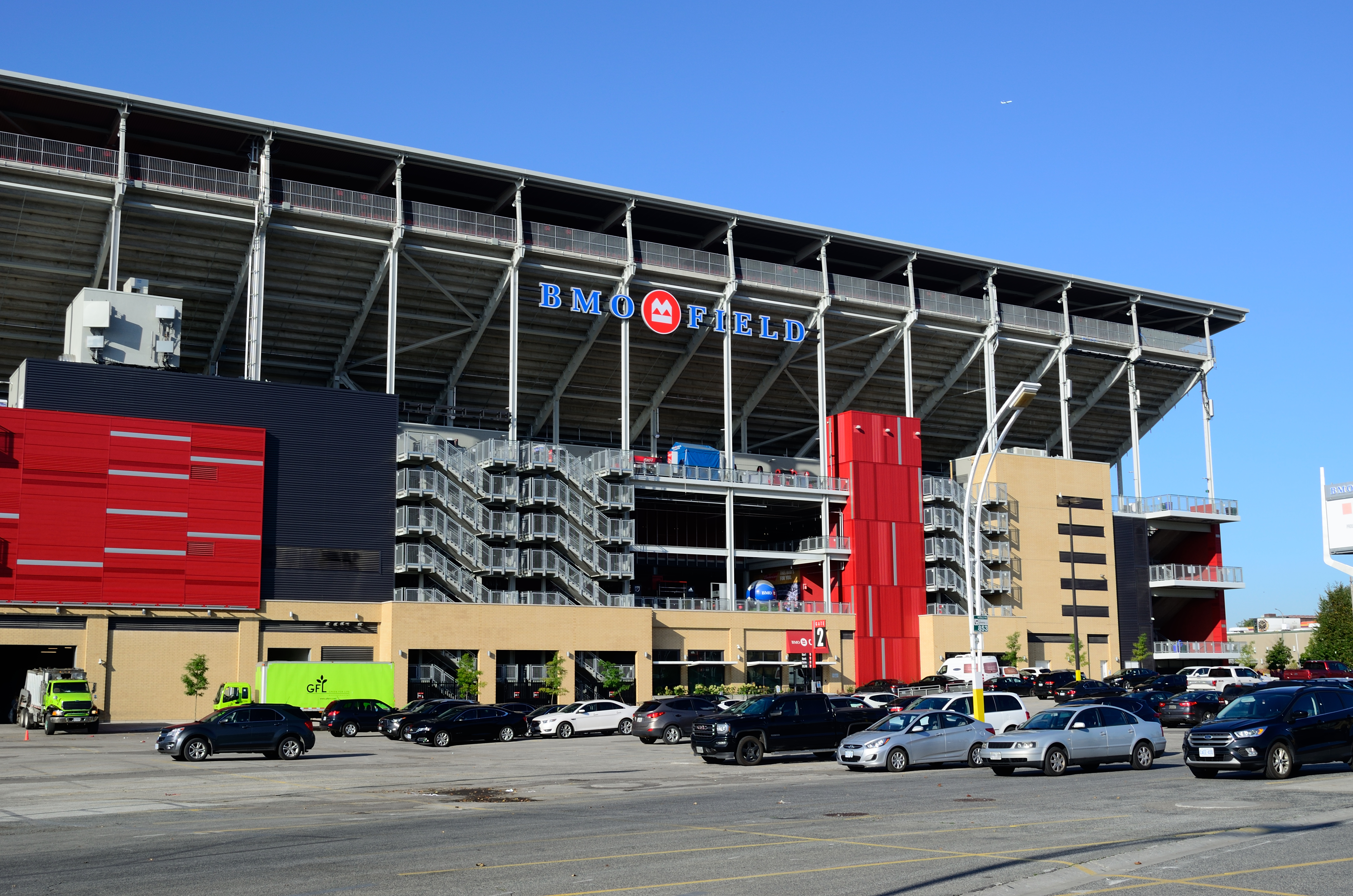
Vue extérieure.
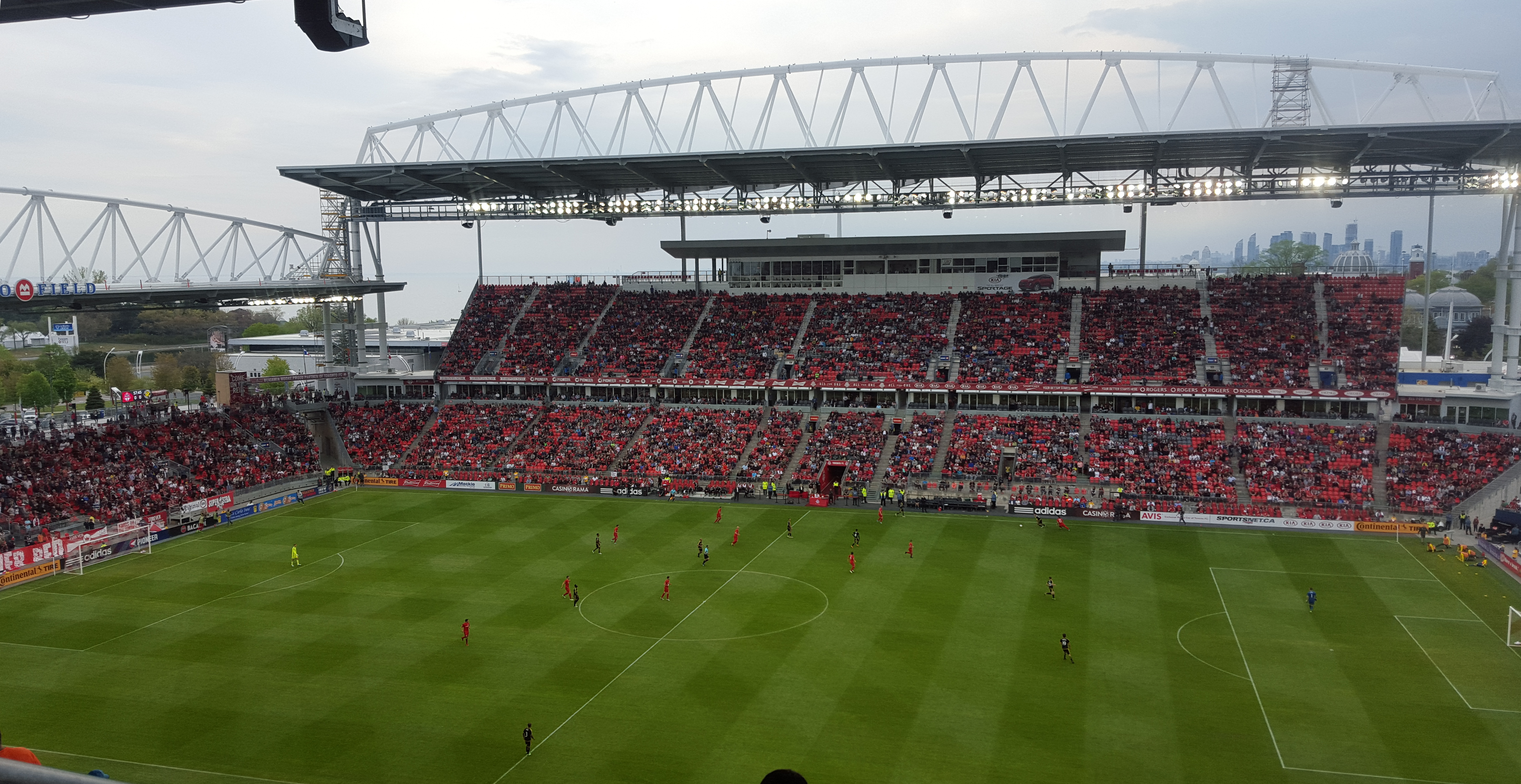
Tribune est (2016).
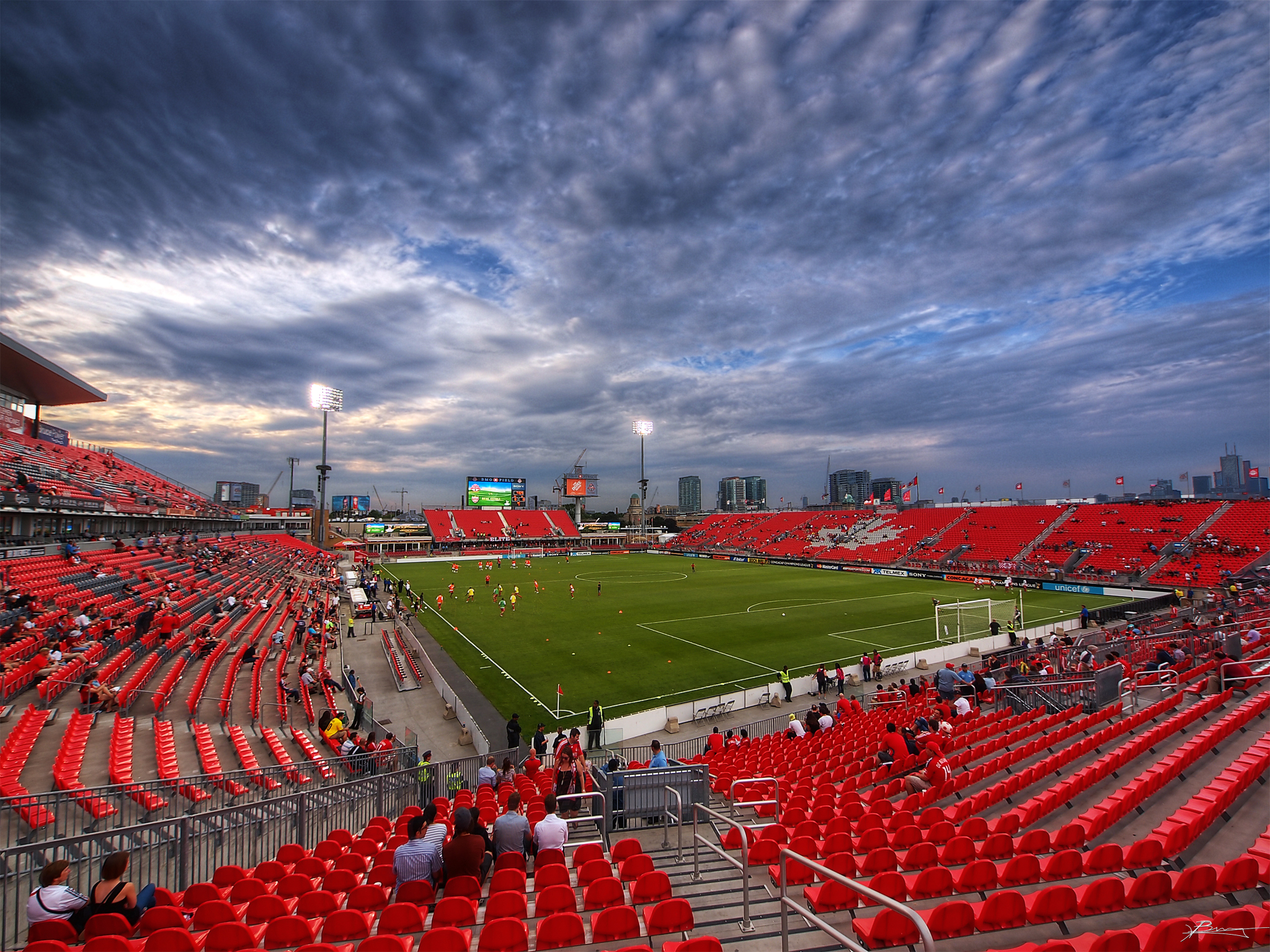
Avant l'expansion.